# Bogong High Plains
Bogong High Plains är en slätt i Australien. Den ligger i delstaten Victoria, omkring 230 kilometer nordost om delstatshuvudstaden Melbourne. Bogong High Plains ligger vid sjön Rocky Valley Storage.
I omgivningarna runt Bogong High Plains växer i huvudsak städsegrön lövskog. Trakten runt Bogong High Plains är nära nog obefolkad, med mindre än två invånare per kvadratkilometer. Genomsnittlig årsnederbörd är 1 512 millimeter. Den regnigaste månaden är juli, med i genomsnitt 183 mm nederbörd, och den torraste är januari, med 46 mm nederbörd.